# Tesla Diner
El Tesla Diner es un restaurante ubicado en Santa Monica Boulevard en Los Ángeles, operado por Tesla, Inc.. Incluye un autocine y 75 puestos con supercargadores V4. Abrió sus puertas el 21 de julio de 2025.

## Historia
Elon Musk anunció por primera vez el concepto del restaurante en 2018 y en 2023 confirmó que Tesla construiría un restaurante en Los Ángeles, al que describió como una especie de «Grease se encuentra con Los Supersónicos y supercarga». Tesla solicitó inicialmente un permiso de construcción en un terreno ubicado en el 1401 de Santa Monica Boulevard, esquina con la calle 14 en Santa Mónica. En 2022, se anunció que se ubicaría en el antiguo local de Shakey's Pizza en Hollywood. El local se encuentra en la histórica Ruta 66.
El edificio fue diseñado por el estudio de arquitectura Stantec. El edificio plateado de dos plantas tiene un diseño futurista con forma de platillo volador. Cuenta con un restaurante abierto las 24 horas con comedores, dos salas de cine y estaciones de carga para vehículos eléctricos. En marzo de 2025, el veterano chef angelino Eric Greenspan fue anunciado como el jefe de cocina del restaurante.

## Recepción
Jennifer A. Kingson, en Axios, afirmó que el restaurante podría servir como modelo a nivel nacional, iniciando una nueva categoría minorista de restaurantes con servicio de pago. Gab Chabran, en LAist, comentó que Musk buscaba capitalizar la distintiva cultura de los restaurantes de la Costa Oeste, arraigada en los coches clásicos y el cruising. Matt Novak, en Gizmodo, comentó: «Odio que me encante. Y realmente desearía que alguien más que Musk lo estuviera construyendo ahora mismo».